# Abrão Isaac Neto
Abrão Isaac Neto (Catalão, 5 de outubro de 1905 - Goiânia, 3 de janeiro de 1961) foi um jornalista e político brasileiro.
Amigo pessoal de Luís Carlos Prestes, foi um dos fundadores do Partido Comunista do Brasil no estado de Goiás e em 1947 foi eleito deputado estadual para o mandato de 1947 a 1951, mas em 21 de janeiro de 1948 sua vaga foi cancelada em função de extinção, forçada por lei, do PCB. Enquanto deputado, participou da Mesa Diretora, sendo o 2.ª Vice-Presidente da Assembléia Legislativa de Goiás.